# 미소노촌 (사이타마현)
미소노촌(美園村)은 사이타마현의 남부, 기타아다치군에 존재했던 촌이다. 1962년 5월 1일 우라와시와 가와구치시에 분촌 합병되어 소멸되었다. 현재 행정구역상으로는 사이타마시 미도리구 및 가와구치시에 해당한다. 

## 역사
- 1889년 4월 1일 - 정촌제 시행에 의해 도쓰카촌, 다이몬촌, 노다촌이 성립하였다.
- 1956년 4월 1일 - 도쓰카촌, 다이몬촌, 노다촌이 합병해 미소노촌이 되었다.
- 1962년 5월 1일 - 미소노촌의 일부 다이몬촌의 일부를 제외한 지역과 구 노다촌이 우라와시에, 구 도쓰카촌과 구 다이몬촌의 일부가 가와구치시에 각각 편입해, 소멸하였다. 이후 우라와시 쪽은 '미엔 지구', 가와구치시 쪽은 '도쓰카 지구'로 불리고 있다.
- 2001년 5월 1일 - 우라와시, 오미야시, 요시노시가 합병해, 사이타마시가 신설되었다.
- 2003년 4월 1일 - 사이타마시가 정령지정도시로 이행해 미도리구의 일부가 되었다.

## 참고문헌
- 「角川日本地名大辞典」編纂委員会『角川日本地名大辞典 11 埼玉県』角川書店、1980年7月8日。ISBN 4040011104。
- 浦和市総務部市史編さん室『わがまち浦和―地域別案内』浦和市、1982年11月30日。